# Luis Nishizawa
Pour les articles homonymes, voir Nishizawa.
Luis Nishizawa Flores, né le 2 février 1918 à Cuautitlán et mort le 29 septembre 2014  à Toluca, est un peintre mexicain. Il est né de père japonais et de mère mexicaine.

## Œuvres
Luis Nishizawa est renommé pour ses paysages et ses peintures et céramiques murales, qui montrent l’influence de ses racines à la fois japonaises et mexicaines. 
Il commence sa formation d’artiste en 1942 au plus fort du mouvement muraliste mexicain, mais étudie d’autres styles de peinture et l’art japonais. 
Il a été professeur de beaux-arts à l’Universidad Nacional Autónoma de México dont il a reçu un doctorat honorifique. L’État de Mexico, où il est né, a créé le Museo Taller Luis Nishizawa pour honorer et promouvoir son œuvre.

## Galerie

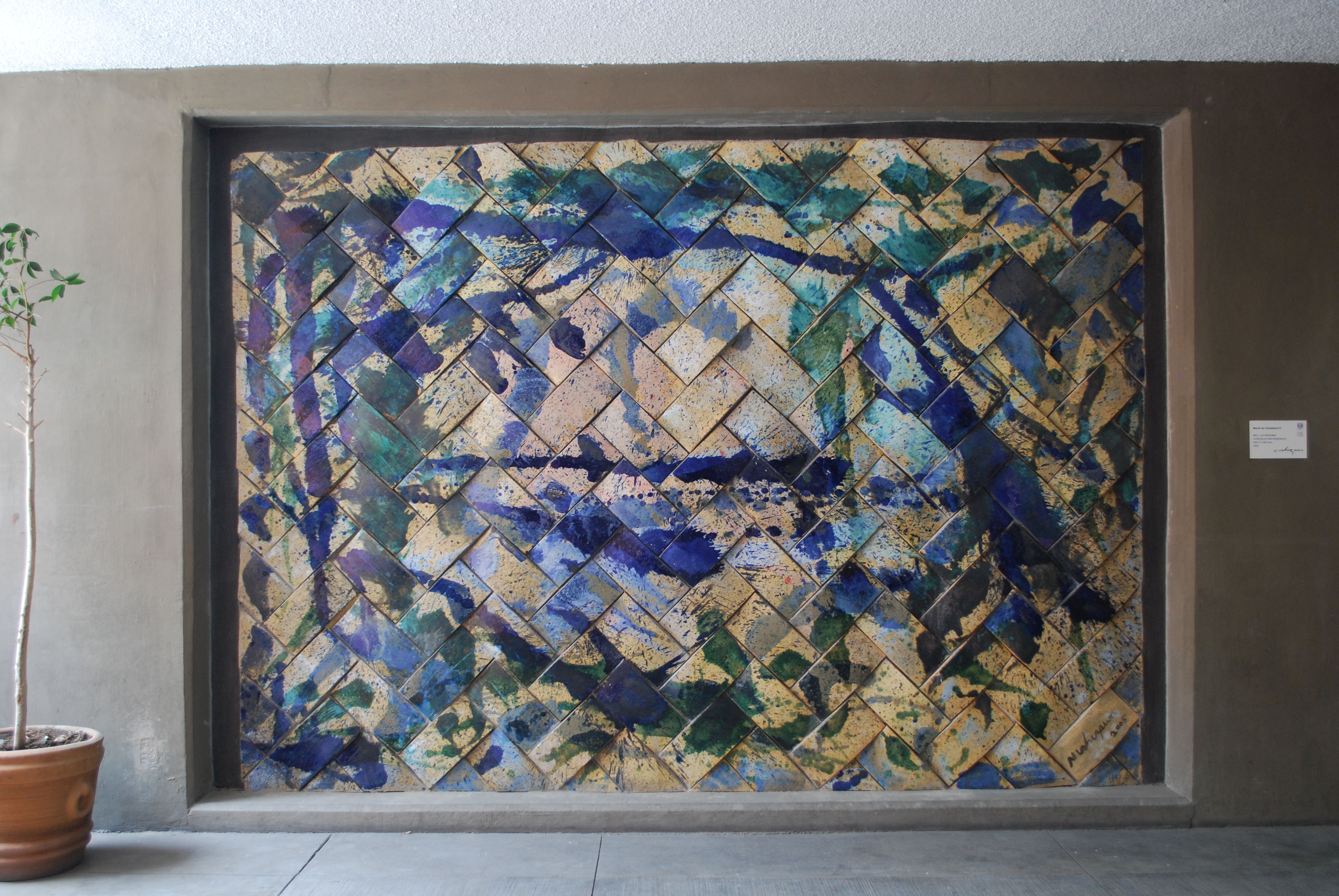
Céramique murale II par Luis Nishizawa à l'École nationale des arts plastiques de Mexico

## Honneurs
- Nishizawa a reçu la médaille José María Velasco Gómez.